# Ichneumon fuscescens
Ichneumon fuscescens là một loài tò vò trong họ Ichneumonidae.